# Benjamin Auffret
Benjamin Auffret (Montereau-Fault-Yonne, 15 marzo 1995) è un ex tuffatore francese.

## Biografia
È stato allenato dall'ex tuffatore Tong Hui.
Ha rappresentato la Francia ai Campionati europei di tuffi di Rostock 2013 gareggiando nel Team event, nel trampolino 1 metro e nel trampolino 3 metri.
Ha partecipato ai Campionati europei di nuoto di Berlino 2014 nel concorso del trampolino 1 metro e nella piattaforma 10 metri.
Si è qualificato ai Campionati mondiali di nuoto di Kazan' 2015 nel concorso dei tuffi dalla piattaforma 10 metri, raggiungendo la finale. Il risultato gli ha permesso di accedere ai Giochi olimpici di Rio de Janeiro 2016.
Ai campionati europei di nuoto di Glasgow 2018 ha vinto la medaglia d'oro nella piattaforma 10 metri, chiudento alle spalle dei russi Oleksandr Bondar e Nikita Šlejcher.
Ai mondiali di nuoto di Gwangju 2019 si è classificato al quinto posto nella piattaforma 10 metri, guadagnando la qualificazione olimpica.
Ha annunciato il ritiro dall'attività agonistica all'età di 26 anni, attraverso un post su instagram pubblicato il 21 aprile 2021, rinunciando quindi a partecipare ai Giochi olimpici di Tokyo 2020, tre mesi prima dell'inizio della rassegna a cinque cerchi.

## Palmarès
- Europei di nuoto/tuffi

Kiev 2017: oro nella piattaforma 10 m.
Glasgow 2018: bronzo nella piattaforma 10 m.
Kiev 2019: argento nella piattaforma 10 m.